# Крашенинников, Геннадий Иванович
Геннадий Иванович Крашенинников (29 апреля 1926 года, Вязьма — 9 марта 2009 года, Москва) — российский учёный, специалист в области автоматики подрыва ядерных зарядов.

## Биография
Родился 29 апреля 1926 года в г. Вязьме Смоленской области.
В 1947 году окончил Московский энергетический институт по специальности «электромашиностроение» с присвоением квалификации инженер-электрик.
В 1949—1969 годах работал во ВНИИЭФ инженером-исследователем, начальником отдела.
В 1969—2004 годах работал во ВНИИА. До 1999 года — начальником подразделения (лаборатории № 76). С 1999 года — ведущим научным сотрудником.
- По другим данным, все годы работал начальником лаборатории[3][4].

Умер 9 марта 2009 года в Москве.

## Вклад в науку
В годы работы во ВНИИЭФ внёс большой вклад в создание первых ядерных и термоядерных зарядов, участвовал в разработке ряда специзделий и их испытаниях в атмосфере, удостоен Сталинской премии (1955).
Кандидат технических наук (1963).
В годы работы во ВНИИА внёс значительный вклад в создание систем и аппаратуры для отработки спецзарядов и их натурных испытаний. Руководил и лично участвовал в разработке и внедрении систем инициирования специзделий (в опытах и на испытаниях, в подземных промышленных взрывах, в групповых взрывах).
Является соавтором шести изобретений.
Запатентовал несколько изобретений, среди которых патент на многоканальный генератор.

## Награды
- Сталинская премия СССР 1955 года[7] — за разработку принципиальной схемы автоматики подрыва зарядов[8]
  - по другим данным — Государственная премия СССР 1962 года — за разработку автоматики подрыва ЯЗ[3][4]
- Орден Трудового Красного Знамени (1954[3][4][7])
- Орден «Знак Почёта» (1962[3][4][7])
- Медаль «За доблестный труд. В ознаменование 100-летия со дня рождения В. И. Ленина»[3][4]